# Systole brunnicornis
Systole brunnicornis är en stekelart som beskrevs av Zerova och Cam 2003. Systole brunnicornis ingår i släktet Systole och familjen kragglanssteklar. Inga underarter finns listade i Catalogue of Life.